# Murray Riley
Murray Stewart Riley (ur. 5 października 1925, zm. w 2020 w Queenslandzie) – australijski wioślarz, policjant i przestępca, brązowy medalista olimpijski.

## Kariera sportowa
Wystąpił na igrzyskach olimpijskich w Helsinkach w 1952, gdzie odpadł w repasażach półfinałowych w dwójkach podwójnych. Brał też udział w igrzyskach olimpijskich w Melbourne w 1956, gdzie wspólnie z Mervynem Woodem zdobył brązowy medal, plasując się za osadami ZSRR i USA.
W tej samej konkurencji zdobywał również złote medale podczas igrzysk Imperium Brytyjskiego w Auckland w 1950 i igrzyskach Imperium Brytyjskiego i Wspólnoty Brytyjskiej w Vancouver w 1954.

## Poza sportem
Był funkcjonariuszem policji, lecz później związał się ze światem przestępczym. Pierwszy raz został osadzony w więzieniu w 1966, w związku z handlem narkotykami i próbą przekupienia funkcjonariusza policji w Nowej Zelandii. Po raz kolejny został osadzony w 1978, po tym został złapany na przemycie ponad 4 ton konopi indyjskich w pobliżu rafy Pocklington, na wschód od Papui-Nowej Gwinei. Kara 10 lat pozbawienia wolności została wydłużona o kolejne 7 lat po tym jak został uznany winnym oszustwa na kwotę 274 000 dolarów. Więzienie opuścił w 1984. Na początku lat 90' zmienił nazwisko na Murray Lee Stewart. W październiku 1990 został aresztowany w Wielkiej Brytanii za próbę oszustwa firmy British Aerospace na kwotę 40 000 000 funtów. W lipcu 1991 został skazany na karę 5 lat pozbawienia wolności, jednak już w grudniu uciekł z więzienia w Aylesbury. Uciekł do Irlandii Północnej, następnie do Hiszpanii i Belgii, po czym został złapany w styczniu 1992. Został osadzony w wiezieniu w hrabstwie Kent, z którego jednak uciekł w styczniu 1993. Następnie mieszkał w Hongkongu, po czym wrócił do Australii w 1994.